# P'ungsŏ-gun
P'ungsŏ-gun (koreanska: 풍서군) är en kommun i Nordkorea.   Den ligger i provinsen Yanggang-do, i den nordöstra delen av landet, 280 km nordost om huvudstaden Pyongyang.